# Antheua gallans
Antheua gallans är en fjärilsart som beskrevs av Karsch 1895. Antheua gallans ingår i släktet Antheua och familjen tandspinnare. Inga underarter finns listade i Catalogue of Life.